# Раевское (Тверская область)
Раевское — деревня в Максатихинском районе Тверской области. Входит в состав Малышевского сельского поселения.

## География
Расположена в 6 км на север от центра поселения посёлка Малышево и в 25 км на северо-запад от районного центра Максатиха.

## История
В 1794 году в селе была построена каменная Благовещенская церковь с 3 престолами.
В конце XIX — начале XX века село являлось центром Раевской волости Вышневолоцкого уезда Тверской губернии.
С 1929 года деревня являлась центром Раевского сельсовета Максатихинского района Бежецкого округа Московской области, с 1935 года — в составе Калининской области, в 1936 — 1960 годах — в составе Брусовского района, с 1994 года — в составе Малышевского сельского округа, с 2005 года — в составе Малышевского сельского поселения.

## Население
| 1859 | 2002 | 2010 |
| ---- | ---- | ---- |
| 222  | ↘74  | ↘54  |

## Достопримечательности
В деревне расположена недействующая Церковь Благовещения Пресвятой Богородицы (1910).